# Tenhya
Tenhya est une localité et une commune rurale du Niger, département de Tanout, région de Zinder.

## Géographie
La localité de Tenhya est située au nord du chef-lieu départemental Tanout.
| Aderbissinat | Aderbissinat |         |
| Aderbissinat | Tenhya       | Tesker  |
| Tarka        | Tânout       | Alakoss |

## Histoire
La commune rurale de Tenhya est instaurée en 2002. Depuis 2011, le poste administratif de Takeita ainsi que la commune de Tirmini sont séparés du département de Mirriah et intégrés au département de Takeita.

## Population
Lors du recensement général de 2012, la population communale est relevée à 31 057 habitants, dont 386 habitants pour la localité principale.

## Localités
La commune s'étend sur trois villages et 101 points d'eau au nord du département de Tanout.

## Services et infrastructures
- Centre de Santé Intégré (CSI) à Tenhya, Farak Gadambo[5].
- Centre de formation des métiers (CFM) à Tenhya.